# Temporada 1976-77 de los Chicago Bulls
La temporada 1976-77 fue la decimoprimera de los Chicago Bulls en la NBA. La temporada regular acabaron con 44 victorias y 38 derrotas, ocupando la sexta posición de la Conferencia Oeste, clasificándose para los playoffs, en los que cayeron en primera ronda ante Portland Trail Blazers.

## Elecciones en elDraft
| Ronda | Puesto | Jugador      | Posición | Nacionalidad   | Universidad |
| ----- | ------ | ------------ | -------- | -------------- | ----------- |
| 1     | 2      | Scott May    | Alero    | Estados Unidos | Indiana     |
| 2     | 18     | Willie Smith | Base     | Estados Unidos | Missouri    |
| 3     | 37     | Lars Hansen  | Pívot    | Estados Unidos | Washington  |
| 4     | 52     | Keith Starr  | Escolta  | Estados Unidos | Pittsburgh  |

## Temporada regular
| División Medio Oeste | División Medio Oeste | División Medio Oeste | División Medio Oeste | División Medio Oeste | División Medio Oeste | División Medio Oeste | División Medio Oeste | División Medio Oeste |
| Equipo               | G                    | P                    | %                    | PD                   | Casa                 | Fuera                | Div                  |                      |
| -------------------- | -------------------- | -------------------- | -------------------- | -------------------- | -------------------- | -------------------- | -------------------- | -------------------- |
| y-Denver Nuggets     | 50                   | 32                   | .610                 | –                    | 36–5                 | 14–27                | 15–5                 |                      |
| x-Detroit Pistons    | 44                   | 38                   | .537                 | 6                    | 30–11                | 14–27                | 12–8                 |                      |
| x-Chicago Bulls      | 44                   | 38                   | .537                 | 6                    | 31-10                | 13-28                | 10–10                |                      |
| Kansas City Kings    | 40                   | 42                   | .488                 | 10                   | 28–13                | 12–29                | 7–13                 |                      |
| Indiana Pacers       | 36                   | 46                   | .439                 | 14                   | 25–16                | 11–30                | 9–11                 |                      |
| Milwaukee Bucks      | 30                   | 52                   | .366                 | 20                   | 24–17                | 6–35                 | 7–13                 |                      |

## Playoffs

### Primera ronda
Portland Trail Blazers vs. Chicago Bulls 
| Fecha       | Partido                                       | Ciudad   |
| ----------- | --------------------------------------------- | -------- |
| 12 de abril | Portland Trail Blazers 96, Chicago Bulls 83   | Portland |
| 15 de abril | Chicago Bulls 107, Portland Trail Blazers 104 | Chicago  |
| 17 de abril | Portland Trail Blazers 106, Chicago Bulls 98  | Portland |
|             | Portland Trail Blazers gana las series 2-1    |          |

## Estadísticas
| Rk | Jugador         | Edad | P  | PT | MP   | TC  | TCI  | %TC  | TL  | TLI | %TL   | RO  | RD  | RT   | AS  | RB  | TAP | BP | FP  | PTS  |
| -- | --------------- | ---- | -- | -- | ---- | --- | ---- | ---- | --- | --- | ----- | --- | --- | ---- | --- | --- | --- | -- | --- | ---- |
| 1  | Norm Van Lier   | 29   | 82 |    | 37.8 | 3.7 | 8.9  | .412 | 2.9 | 3.7 | .778  | 1.3 | 3.2 | 4.5  | 7.8 | 1.6 | 0.2 |    | 3.3 | 10.2 |
| 2  | Bob Love        | 34   | 14 |    | 35.4 | 4.9 | 14.4 | .338 | 2.5 | 3.3 | .761  | 2.7 | 2.5 | 5.2  | 1.6 | 0.6 | 0.1 |    | 3.4 | 12.2 |
| 3  | Artis Gilmore   | 27   | 82 |    | 35.1 | 7.0 | 13.3 | .522 | 4.7 | 7.1 | .660  | 3.8 | 9.2 | 13.0 | 2.4 | 0.5 | 2.5 |    | 3.2 | 18.6 |
| 4  | Mickey Johnson  | 24   | 81 |    | 35.1 | 6.6 | 14.9 | .446 | 4.0 | 5.0 | .796  | 3.7 | 6.6 | 10.2 | 2.4 | 1.3 | 0.8 |    | 3.9 | 17.3 |
| 5  | Scott May       | 22   | 72 |    | 32.9 | 6.0 | 13.3 | .451 | 2.6 | 3.2 | .828  | 2.0 | 4.1 | 6.1  | 2.0 | 1.1 | 0.2 |    | 2.6 | 14.6 |
| 6  | Wilbur Holland  | 25   | 79 |    | 31.1 | 6.4 | 14.2 | .454 | 2.0 | 2.4 | .823  | 1.0 | 2.2 | 3.2  | 3.2 | 2.1 | 0.2 |    | 2.5 | 14.9 |
| 7  | John Mengelt    | 27   | 61 |    | 19.3 | 3.4 | 7.5  | .456 | 1.5 | 1.9 | .788  | 0.5 | 1.3 | 1.8  | 1.9 | 0.6 | 0.1 |    | 1.7 | 8.3  |
| 8  | Jack Marin      | 32   | 54 |    | 16.1 | 3.1 | 6.6  | .465 | 0.6 | 0.7 | .795  | 0.5 | 1.2 | 1.7  | 1.1 | 0.2 | 0.1 |    | 1.6 | 6.8  |
| 9  | Paul McCracken  | 26   | 9  |    | 13.2 | 2.0 | 5.2  | .383 | 1.2 | 2.0 | .611  | 0.7 | 1.1 | 1.8  | 1.6 | 0.7 | 0.0 |    | 1.9 | 5.2  |
| 10 | Tom Boerwinkle  | 31   | 82 |    | 13.0 | 1.6 | 3.3  | .491 | 0.4 | 0.8 | .540  | 1.2 | 2.6 | 3.8  | 2.3 | 0.2 | 0.2 |    | 1.8 | 3.7  |
| 11 | Cliff Pondexter | 22   | 78 |    | 12.8 | 1.4 | 3.3  | .416 | 0.5 | 0.8 | .646  | 1.0 | 2.0 | 3.0  | 0.5 | 0.4 | 0.1 |    | 1.1 | 3.3  |
| 12 | Eric Fernsten   | 23   | 5  |    | 12.2 | 0.6 | 3.0  | .200 | 1.6 | 2.2 | .727  | 1.8 | 1.4 | 3.2  | 1.2 | 0.2 | 0.6 |    | 1.8 | 2.8  |
| 13 | John Laskowski  | 23   | 47 |    | 12.0 | 1.6 | 4.5  | .354 | 0.6 | 0.6 | .900  | 0.3 | 1.0 | 1.3  | 0.9 | 0.7 | 0.0 |    | 0.5 | 3.8  |
| 14 | Tom Kropp       | 23   | 53 |    | 9.1  | 1.4 | 2.9  | .480 | 0.5 | 0.8 | .683  | 0.4 | 0.5 | 0.9  | 0.7 | 0.3 | 0.0 |    | 1.5 | 3.3  |
| 15 | Phil Hicks      | 24   | 35 |    | 7.3  | 1.2 | 2.5  | .471 | 0.3 | 0.4 | .846  | 0.7 | 1.1 | 1.9  | 0.7 | 0.2 | 0.0 |    | 1.0 | 2.7  |
| 16 | Willie Smith    | 23   | 2  |    | 5.5  | 0.0 | 0.5  | .000 | 0.0 | 0.0 |       | 0.0 | 0.0 | 0.0  | 0.0 | 0.0 | 0.0 |    | 0.5 | 0.0  |
| 17 | Keith Starr     | 22   | 17 |    | 3.8  | 0.4 | 1.4  | .250 | 0.1 | 0.1 | 1.000 | 0.4 | 0.2 | 0.6  | 0.4 | 0.1 | 0.0 |    | 0.6 | 0.8  |

## Galardones y récords
| Jugador       | Galardón                                    |
| Norm Van Lier | Mejor quinteto defensivo de la NBA All-Star |
| Scott May     | Mejor quinteto de rookies de la NBA         |